# Reino de Cochín
Cochín (en malabar: കൊച്ചി, Kocci) es un antiguo reino y luego estado principesco de la India en la actual Kerala. Incluía la mayor parte del distrito de Thrissur, el taluk de Chittoor del distrito de Palakkad y los taluks de Kanayannur y Fuerte Kochi del distrito de Ernakulam.

## Historia
En 1504, el ejército de los zamorines de Calicut sufrió una dura derrota en la batalla de Cochín gracias a la alianza del raja Trimumpara con los portugueses de Duarte Pacheco Pereira.
Por el tratado anglo-neerlandés de 1814, los ingleses cedieron la isla de Bangka en el archipiélago indonesio a los neerlandeses, a cambio del establecimiento de Cochín y sus dependencias.
El estado permaneció hasta 1949 y luego se integró en Kerala.

## Gobierno
Líderes: Rajá, luego Maharajá, luego Maharajá Gangadhara Koviladhi Karaikal
- Rajá
  - Hacia 1500 - 1503 : Unniramakoil I
  - 1503 - 1537 : Unniramakoil II
  - 1537 - 1565 : Virakeralavarma I
  - 1565 - 1601 : Kesararamavarma II
  - 1601 - 1615 : Virakeralavarma II
  - 1615 - 1624 : Ravivarma I
  - 1624 - 1637 : Virakeralavarma III
  - 1637 - 1645 : Godavarma I
  - 1645 - 1646 : Virarayiravarma
  - 1646 - 1650 : Virakeralavarma IV
  - 1650 - 1656 : Ramavarma I
  - 1656 - 1658 :  Gangadhara Lakshmi - Régente
  - 1658 - 1662 : Ramavarma II
  - 1662 - 1663 : Godavarma II
  - 1663 - 1687 : Virakeralavarma V
  - 1687 - 1693 : Ramavarma IiII
  - 1693 - 1697 : Ravivarma II
  - 1697 - 1701 : Ramavarma IV
  - 1701 - 1721 : Ramavarma V
  - 1721 - 1731 : Ravivarma III
  - 1731 - 1746 : Ramavarma VI
  - 1746 - 1749 : Keralavarma I
  - 1749 - 1760 : Ramavarma ViII
  - 1760 - 1775 : Keralavarma II
  - 1775 - 1790 : Ramavarma VIII
  - 1790 - 1805 : Ramavarma IX (+1805)
  - 1805 - 1809 : Ramavarma X (+1809)
  - 1809 - 1828 : Keralavarma III (+1828)
  - 1828 - 1837 : Ramavarma XI (+1837)
  - 1837 - 1844 : Ramavarma XII (+1844)
  - 1844 - 1851 : Ramavarma XIII (+1851)
  - 1851 - 1853 : Keralavarma IV (+1853)
  - 1853 - 1864 : Ravivarma IV (+1864)
  - 1864 - 1888 : Ramavarma XIV (1848-1888)
  - 1888 - 1895 : Sir Vira Keralavarma V (1846-1895)
- Maharajá
  - 1895 - 1914 : Sri Sir Ramavarma XV (1852-1932), abdica
- Maharajá Gangadahra Koviladhi Karikal
  - 1914 - 1932 : Sri Sir Ramavarma XVI (1858-1932)
  - 1932 - 1941 : Sri Sir Ramavarma XVII (1861-1941)
  - 1941 - 1943 : Sri Keralavarma VI (1863-1943)
  - 1943 - 1946 : Sri Ravivarma V (1865-1946)
  - 1946 - 1948 : Sri Keralavarma VII (1870-1948)
  - 1948 - 1949 : Ramavarma XVIII (+1964)

## Apéndices
- Historia de los judíos en la India

- Datos: Q150056
- Multimedia: Kingdom of Cochin / Q150056